# Амфипростиль

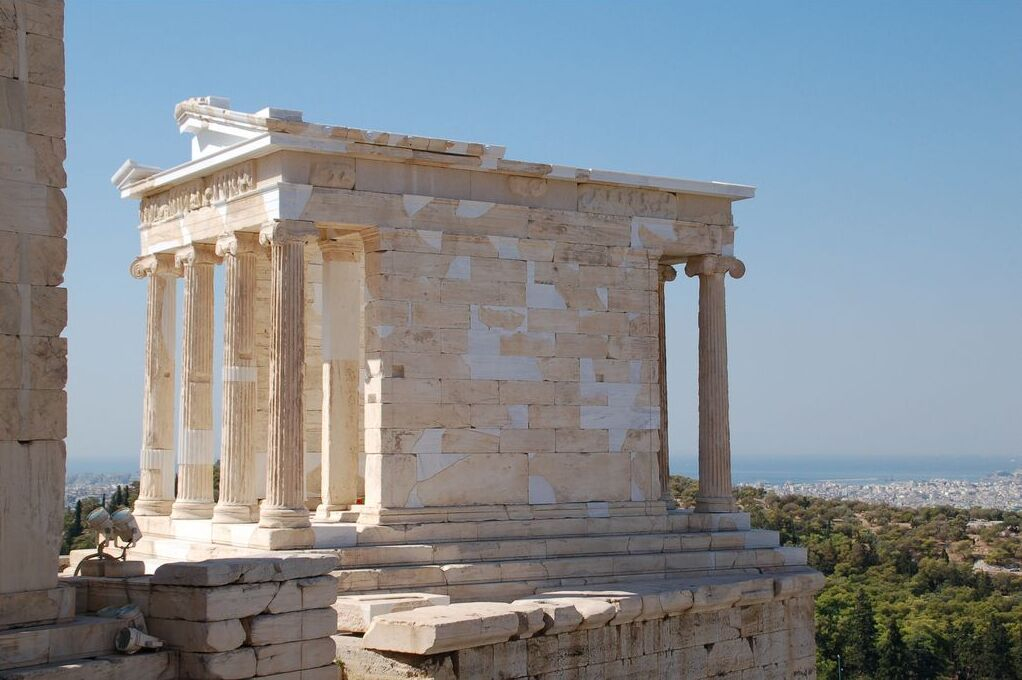
Храм Ники Аптерос на Афинском Акрополе. Около 420 г. до н. э.

Амфипростиль (др.-греч. ἀμφιπροστῦλος, от ἀμφι- — с обеих сторон, προ- — впереди, στῦλος — колонна) — тип древнегреческого храма, у которого на обоих — переднем и заднем — фасадах находятся портики из двух, четырёх, шести и более колонн.

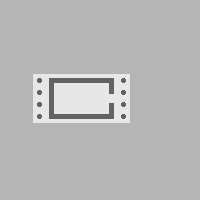
План храма типа амфипростиля

Амфидистиль, или амфипростиль с двумя колоннами в антах на переднем и заднем фасадах

Боковые фасады у таких построек, как правило гладкие, сложенные из массивных каменных блоков — квадров. Другие названия: двойной простиль или аптеральный храм (ἀ-πτερος — «неокрылённый», πτερόν — крыло, колоннада). Такие постройки могут различаться в деталях, но они отличны от периптера и диптера — храмов, со всех четырех сторон окруженных колоннадой.
Название «амфипростиль», наряду с названиями других типов древнегреческих храмов, привёл в своём трактате Десять книг об архитектуре (13 г. до н. э.) древнеримский архитектор Витрувий.
Близким амфипростилю является «двойной храм в антах», однако храм в антах выделяется в отдельный тип. Если амфипростиль имеет по две колонны на переднем и заднем фасадах он именуется амфидистилем, или сокращённо: дистилем др.-греч. δίςτυλος — двухколонный) (не путать с диптером — типом античного храма «окрылённого» со всех сторон не одним, как в периптере, а двумя рядами колонн).

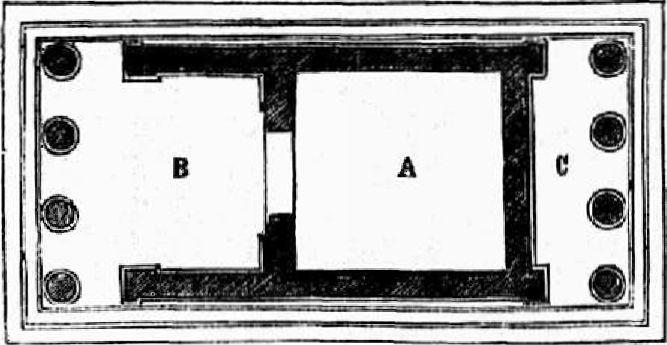
Амфипростиль с антами. План

Амфипростиль — храм с двухсторонней ориентацией. Этот тип храма применяли в редких случаях, обычно обусловленных особенностями традиционного культа (например, посвящение двум богам) или особенной топографией. Наиболее знаменитый из такого типа храмов — храм Ники Аптерос («Бескрылой победы») на афинском Акрополе. В ансамбле афинского Акрополя двусторонняя ориентация храма играет важную роль для организации асимметричной композиции по другую сторону Пропилей.